# Saint-Paul-de-Vern
Saint-Paul-de-Vern é uma comuna francesa na região administrativa de Occitânia, no departamento de Lot. Estende-se por uma área de 10,84 km². Em 2010 a comuna tinha 183 habitantes (densidade: 16,9 hab./km²).